# Autografi
Autografi, ett till de så kallade övertrycken hörande reproduktionssätt som omfattar alla metoder som används för att till litografisk sten eller plåt överföra teckning eller skrift, utförd på vanligt eller preparerat papper med feta färgämnen i fast eller flytande form.